# Dionigi Areopagita
Dionigi l'Areopagita (in greco antico: Διονύσιος ὁ Ἀρεοπαγίτης?, Dionýsios ho Areopaghítēs; fl. I secolo) è stato un giurista e vescovo greco antico; giudice dell'Areopago di Atene, secondo gli Atti degli Apostoli fu convertito al cristianesimo dalla predicazione e dalla preghiera dell'apostolo Paolo. È venerato come santo.

## Biografia

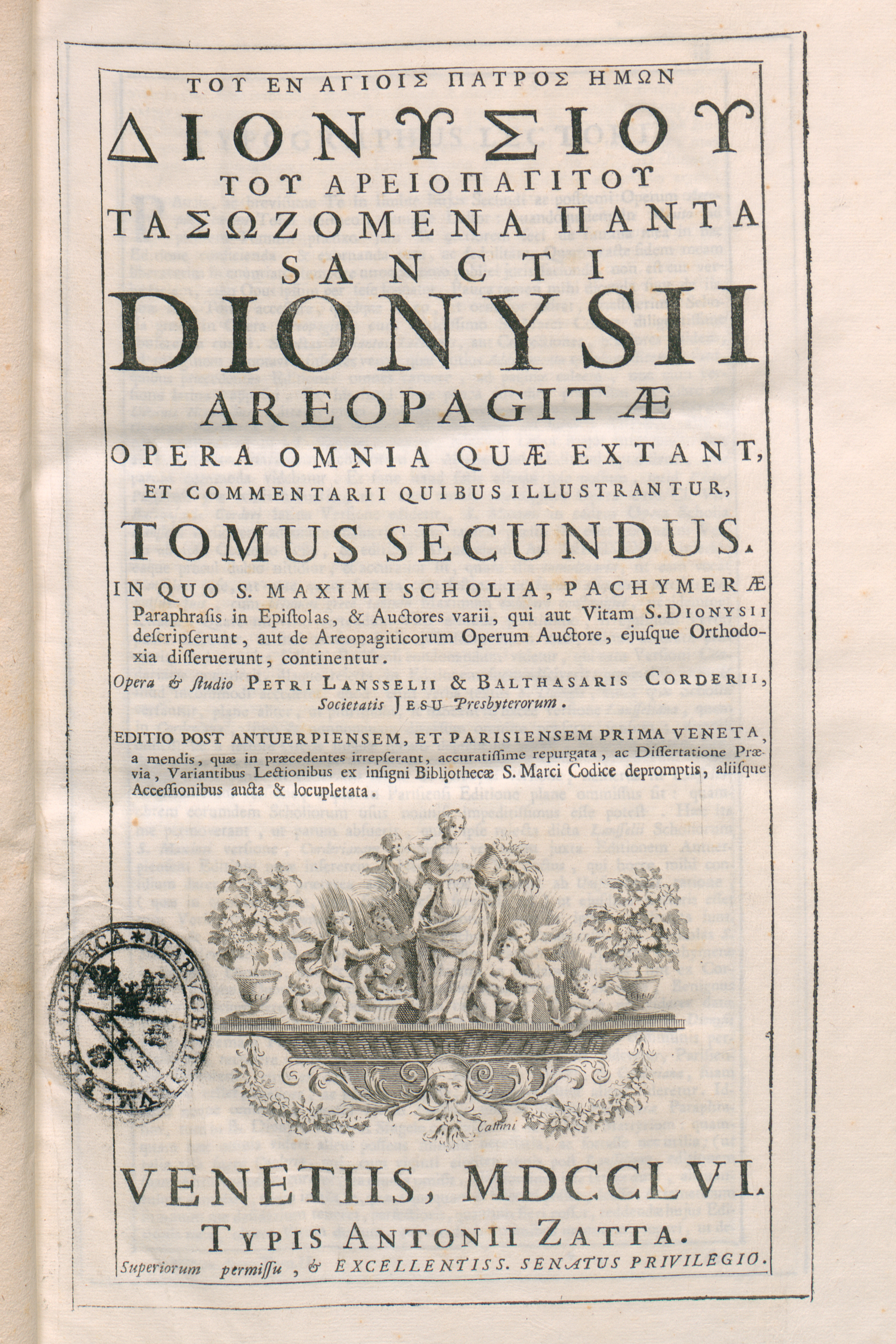
Dionysiou Ta Sozomena Panta, 1756

Dionigi è noto esclusivamente dalla narrazione degli Atti degli Apostoli (17,22): nel racconto neotestamentario, Paolo si trova ad Atene, ha fatto un giro della città ed è interrogato dai filosofi epicurei e stoici, che lo portano all'Areopago, chiedendo un chiarimento della sua predicazione:
(Atti degli Apostoli, 17, 22-23)
La predicazione di Paolo, incentrata sul messaggio di Cristo, cerca di trovare giustificazione al pubblico di filosofi, che non si oppone fino a quando Paolo parla della risurrezione per via della contrapposizione greca tra spirito e materia:
(Atti degli Apostoli 17, 32-34)
Secondo Eusebio di Cesarea, Dionigi di Corinto riporta la testimonianza che Dionigi Areopagita divenne vescovo di Atene.
Alcuni secoli più tardi, il Corpus Dionysianum, una serie di scritti di natura mistica, fu scritto sotto lo pseudonimo di Dionigi l'Areopagita; il suo autore è oggi noto come Pseudo-Dionigi.

## Culto

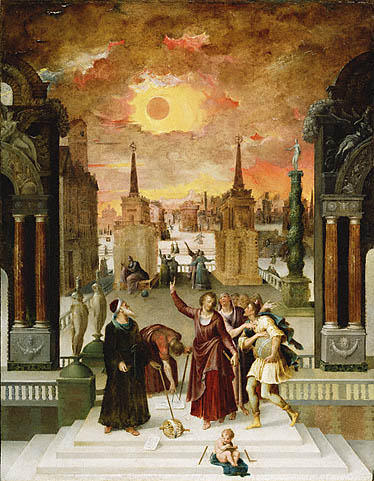
Dionigi l'Areopagita durante l'eclissi in un dipinto di Antoine Caron (1541).

Il santo è patrono delle città di Atene e di Crotone. La sua festa è celebrata il 3 ottobre.

## Nel cinema
Nel film del 2004 Hellboy diretto da Guillermo del Toro, al minuto 28' e 44" circa, San Dionigi l'Areopagita viene nominato come "il Santo che scaccia i demoni", indicando una statua che rappresenta il Santo come reliquiario che trattiene l'entità Samael, "segugio infernale".